# Flatey
Flatey è la seconda isola per dimensioni nella baia del Breiðafjörður, situata nell'Islanda nord-occidentale. Consiste in un'isola principale e una quarantina di isole più piccole. Si attribuisce la sua creazione, durante la glaciazione, all'azione di un enorme ghiacciaio. Flatey è lunga 2 km e larga 1. L'isola è pressoché pianeggiante (da cui il nome di "isola piatta", in Lingua islandese), con qualche collina poco accennata.
L'isola è abitata stabilmente solo durante la stagione estiva: la maggior parte delle case sono infatti occupate solo d'estate. In inverno, la popolazione è costituita solamente da cinque abitanti. Nonostante ciò, Flatey è stato uno dei centri culturali di maggior importanza d'Islanda: vi si trovava infatti, un monastero fondato nel 1172, situato nel punto più alto dell'isola. A metà del XIX secolo esso costituiva un riferimento culturale e artistico in Islanda e fu abitato da un gran numero di persone.
Inoltre nell'isola venne costruita una chiesa nel 1926. L'interno della chiesa presenta dipinti di scene di vita islandese realizzati dal pittore catalano Baltasar Samper negli anni sessanta, in cambio della residenza gratuita quando visitò l'isola. Attualmente, la chiesa ha, curiosamente, il titolo di più antica e più piccola biblioteca d'Islanda, fondata nel 1864. Questa biblioteca ospitava in passato il Flateyjarbók, il maggiore dei manoscritti islandesi.
L'isola ha un'unica strada che collega il molo al cosiddetto "vecchio villaggio", costituito da qualche casa restaurata e da un porticciolo da cui le pecore sono condotte alla terraferma per la macellazione. Oltre alle pecore, sull'isola si trovano numerose specie di uccelli marini, particolarmente pulcinella di mare.

## Curiosità
Sull'isola di Flatney è ambientato il film Brúðguminn, girato nel 2007 dal regista islandese Baltasar Kormákur.